# Антоніо Ла Пальма
Антоніо Ла Пальма (італ. Antonio La Palma, нар. 21 березня 1951, Бриндізі) — італійський футболіст, що грав на позиції захисника, зокрема за «Наполі». По завершенні ігрової кар'єри — тренер.

## Ігрова кар'єра
Народився 21 березня 1951 року в місті Бриндізі. Вихованець футбольної школи місцевого однойменного клубу. Дорослу футбольну кар'єру розпочав 1970 року в основній команді «Бриндізі», в якій провів чотири сезони, взявши участь у 124 матчах чемпіонату. 
1974 року приєднався до вищолігового «Наполі», в якому провів наступні чотири сезони своєї ігрової кар'єри. Більшість часу, проведеного у складі «Наполі», був основним гравцем захисту команди. У розіграші 1975/76 виборов титул володаря Кубка Італії. 
1978 року провів одну гру за «Авелліно», яка стала для нього останньою на рівні найвищого італійського дивізіону.
Згодом грав на рівні другого дивізіону за «Лечче» і «Барі», а завершував кар'єру у нижчолігових «Джовенту Бриндізі» і «Матері» у першій половині 1980-х.

## Кар'єра тренера
Розпочав тренерську кар'єру невдовзі по завершенні кар'єри гравця, 1986 року, очоливши тренерський штаб клубу «Франкавілла Фонтана».
У подальшом до 2003 року встиг попрацювати із понад десятком нижчолігових італійських команд.

## Титули і досягнення
- Володар Кубка Італії (1):

«Наполі»: 1975-1976